# Pardosa parvula
Pardosa parvula är en spindelart som beskrevs av Banks 1904. Pardosa parvula ingår i släktet Pardosa och familjen vargspindlar. Inga underarter finns listade i Catalogue of Life.